# Gromok
Gromok - Громок (rus) és un poble de l'óblast de Penza. Rússia. El 2010 tenia 77 habitants.